# Modelu
Modelu – wieś w Rumunii, w okręgu Călărași, w gminie Modelu. W 2011 roku liczyła 7564 mieszkańców.